# Fresh Berry's
Fresh Berry's är ett musikalbum av Chuck Berry, utgivet i november 1965 på skivbolaget Chess Records. Detta var hans sista album för Chess räkning på 1960-talet (han återvände dock nästa decennium).
Inte mycket är känt för en bredare publik på detta album, möjligtvis "My Mustang Ford". Vissa låtar är uppenbart av utfyllnadskaraktär. "Every Day We Rock and Roll" och "Merrily We Rock and Roll" är i stort sett samma låt.

## Låtlista
1. "It Wasn't Me" (Berry)
2. "Run Joe" (Berry)
3. "Every Day We Rock and Roll" (Berry)
4. "One for My Baby (And One More for the Road)" (Arlen/Mercer)
5. "Welcome Back Pretty Baby"
6. "It's My Own Business" (Berry)
7. "Right Off Rampart Street"
8. "Vaya con Dios"
9. "Merrily We Rock and Roll" (Berry)
10. "My Mustang Ford" (Berry)
11. "Ain't That Just Like a Woman" (Demetrius/Moore)
12. "Wee Hour Blues" (Berry)